# Kläre Buchmann
Kläre Buchmann (* 11. März 1908 in München; † 1. Dezember 1945 in Überlingen, Bodensee) war eine deutsche promovierte Altphilologin sowie ab 1937 Chef-Lektorin und dann stellvertretende Geschäftsführerin der Cotta’schen Verlagsbuchhandlung (heute Klett-Cotta).

## Leben
Kläre Buchmann wuchs in München auf. 1936 promovierte sie mit Die Stellung des Menon in der Platonischen Philosophie. Nachdem sie bei den Englischen Fräulein in Regensburg Latein und (Alt)Griechisch unterrichtet hatte, wurde sie Anfang 1937 Cheflektorin des Cotta-Verlags.
Ebenfalls 1936 lernt sie den deutschen Schriftsteller und Dichter Hans Leip (1893–1983) kennen, 1915 Autor des dann von der deutschen Dichterin und Sängerin Lale Andersen interpretierten Gedichts Lili Marleen, was im Zweiten Weltkrieg über die deutsche Wehrmacht hinaus populär wurde: Am 20. Dezember 1936 bedankte sich der dort bereits berühmte Dichter mit Komplimenten für von ihr aus gewisser Bewunderung an ihn geschickte Bücher.
Leip und Buchmann begannen eine nebeneheliche Beziehung: Sie als 28-jährige Ledige, er als 43-jähriger Verheirateter; ihretwegen wechselt er zum Cotta-Verlag, wo 1937 sein Roman Der Matrose und Miß Lind erschien. Auch nach der Heirat der Schwester seiner ersten Frau Gretel traf sich Leip wiederholt heimlich mit Kläre Buchmann. Von Mai bis zum September 1943 lebten Buchmann und Leip zusammen in Überlingen, im Spätjahr 1943 setzt sich Hans Leip immer häufiger von seiner Familie und dem bombardierten Hamburg zu seiner Geliebten an den Bodensee ab. 1944 zogen sich Leip und die von ihm seit Frühjahr des Jahres schwangere Buchmann auf die Wurmegg-Alp in Tirol zurück (Galtenberghaus oberhalb von Innsbruck). Am 6. Dezember 1944 kam in der ausgelagerten Wöchnerinnen-Station des Diakonissen-Krankenhauses München, im zum Krankenhaus umgerüsteten Hotel Wittelsbacher Hof in Bayrischzell die gemeinsame uneheliche Tochter Agathe per Kaiserschnitt zur Welt – Kläre Buchmann hatte sich schon lange ein Kind gewünscht.
Während Kläre Buchmann wieder an den Bodensee zu ihrer Mutter zurückkehrte, fuhr Leip Ende Oktober 1945 zurück zu seiner Ehe-Familie nach Hamburg.
Am 1. Dezember 1945 nahm sich Buchmann im Bodensee das Leben – bald nach der Niederkunft mit Agathe hatte sie eine Psychose entwickelt. Leip adoptierte ihre kurz zuvor geborene gemeinsame Tochter, die bei der Wirtin des Galtenberghauses Maria Neumayer in Alpbach in Tirol als Pflegemutter lebte, löste die 1940 geschlossene Ehe mit Ilse Haalck (1902–1993) auf, der Schwester seiner zweiten Ehefrau, und ließ sich im Schweizer Kanton Thurgau nieder, wo er 1949 zum vierten Mal heiratete: Die Verlagsangestellte Käthe Bade (1914–1992), die er nach Oswald Burger „zu einer Art Wiedergeburt von Kläre Buchmann mystifizierte“ – sie war ähnlich alt wie die Buchmann und hatte auch dieselben Namens-Initialen.
Nach dem Freitod Buchmanns fuhr Liselotte Lohrer (später Liselotte Jünger) im Dezember 1945 mit der Mutter Buchmanns nach Alpbach, um deren Enkelin Agathe nach Überlingen zu holen.
In seinen Memoiren erinnert sich Hans Leip an Kläre Buchmann; seinen vier Kindern „war er ebensowenig sorgender Vater wie ihren Müttern ein treuer Ehemann“.

## Werk

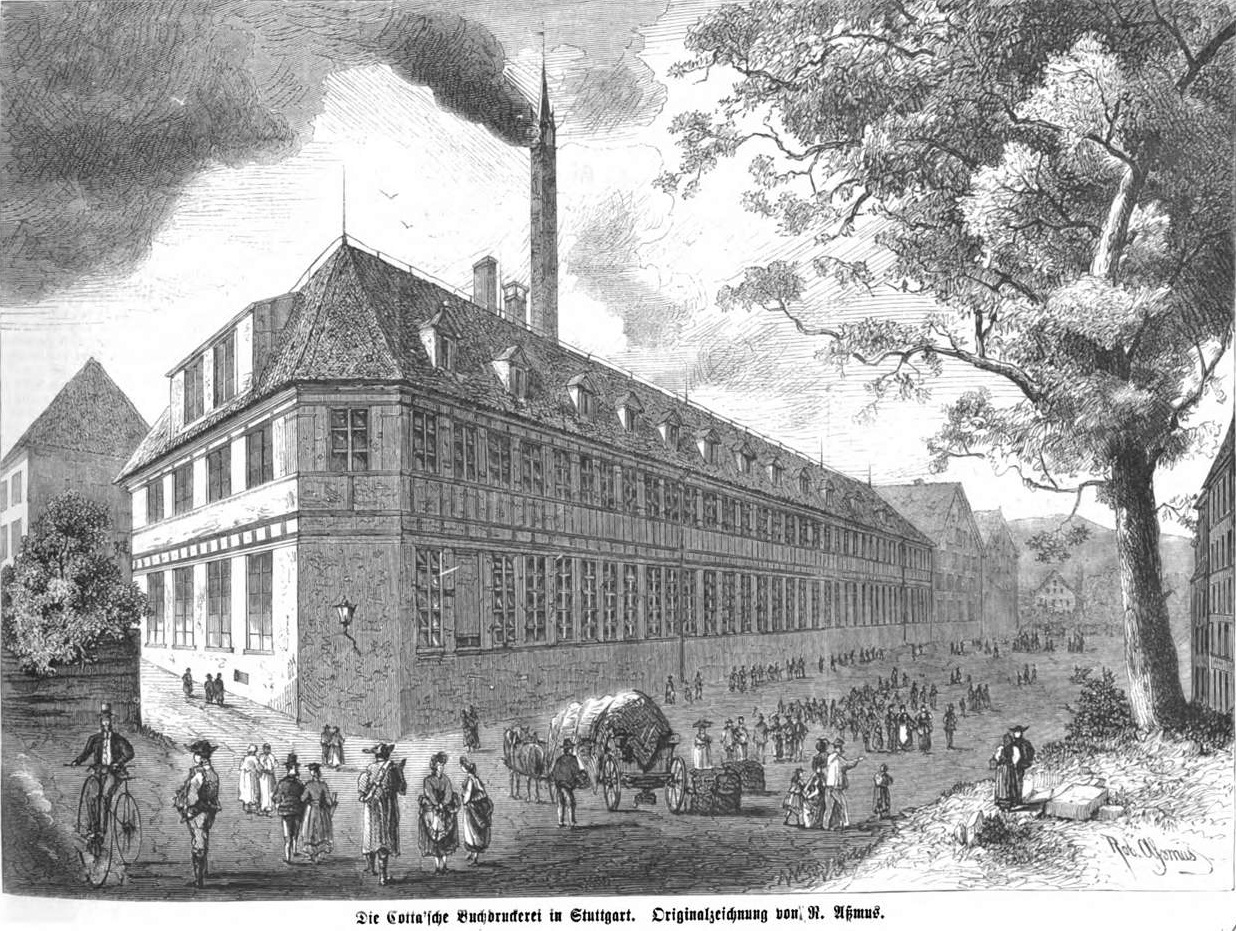
Die ehemalige Cotta'sche Buchdruckerei in Stuttgart
(Grafik von Robert Assmus, 1870)

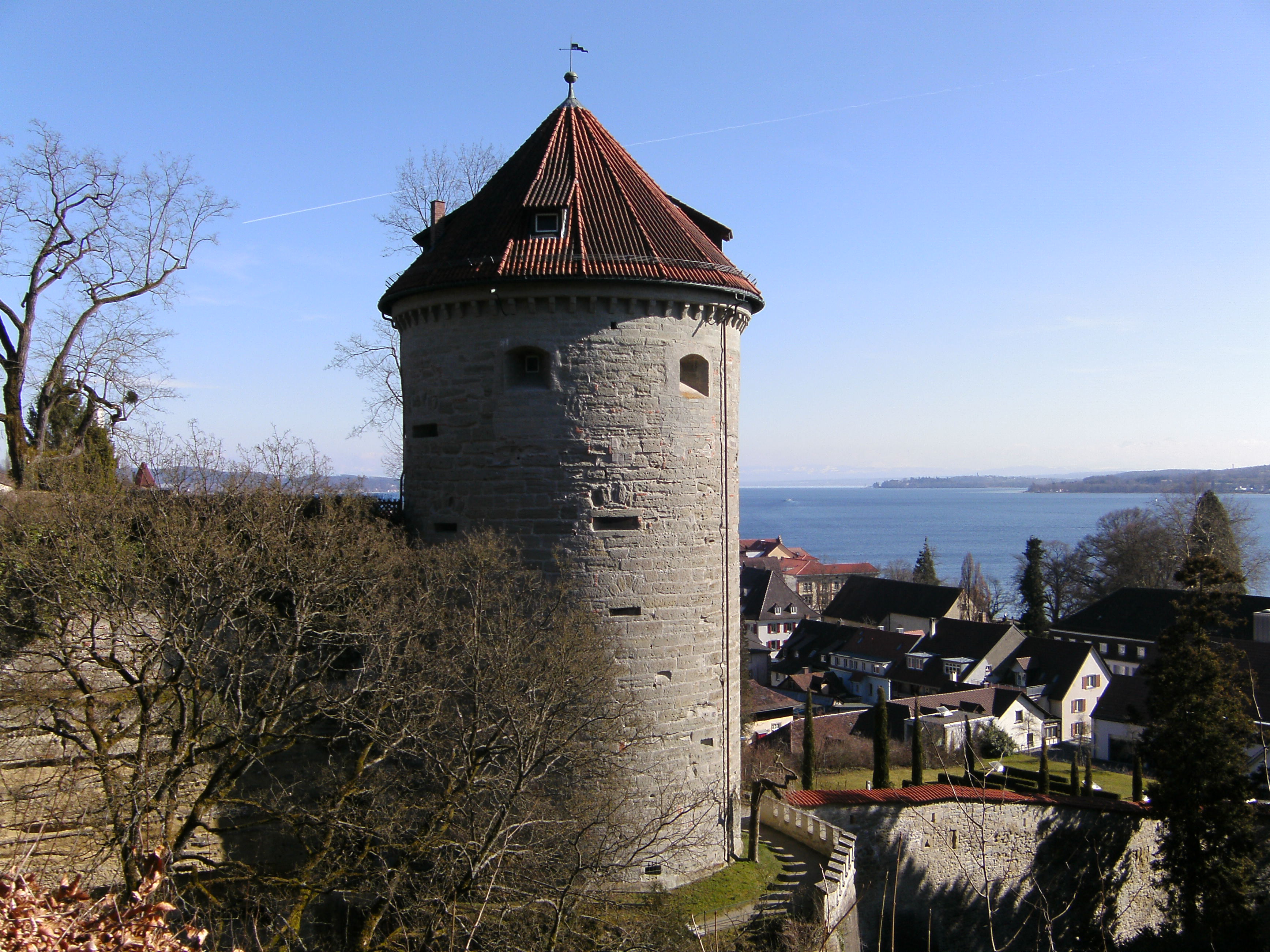
Gallerturm, dahinter die Altstadt Überlingens sowie der Bodensee mit Bodanrück, Insel Mainau und Dingelsdorf

Im Juli 1943 des Jahres hatte Kläre Buchmann in der alten Stadt am Überlinger See beim Bürgermeister Spreng vorgesprochen: Cotta wolle einen Teil seiner wichtigen Buchbestände sowie die literarische Abteilung nach Überlingen verlegen. Das Archiv mit seltenen Handschriften der Verlagsklassiker, die Cotta’sche Handschriftensammlung mit mehr als 25.000 Briefen und Manuskripten wurde dann mit Möbelwagen angeliefert und im Gallerturm verstaut – am 8. Oktober 1943 zerstörte ein Bombenangriff das Cotta-Verlagsgebäude in Stuttgart.
Bis 1943 war auch Buchmanns Geliebter Leip Mitarbeiter des dann ausgelagerten Archivs gewesen – auch Liselotte Jünger arbeitete ab 1943 hier: Sie baute anschließend von 1952 bis 1962 mit der dann von der Stuttgarter Zeitung gestifteten Handschriftensammlung das Cotta-Archiv auf und verfasste eine Verlagsgeschichte und ein Bestandsarchiv. Die im Gallerturm zwischengelagerten literarischen Bestände bildeten den Grundstock für das 1955 begründete Deutsche Literaturarchiv in Marbach am Neckar.

## Bibliographie (Auswahl)
- 1938–1945: Hrsg. der von ihr konzipierten Buchreihe Die Dichtung der Deutschen (25 Bände biografischer Porträts deutscher Dichtenden aus der Feder zeitgenössischer Autoren)
- 1944: Hrsg. Der Widerschein; Festschrift zu Leips 50. Geburtstag mit Vorwort von ihr (Sammlung und Kommentierung bislang unveröffentlichter Texte und Bilder Leips)
  - Auswahl Gedichte Friedrich Nietzsches; Nachwort
- Sechsbändige Ausgabe ausgewählter Werke Friedrich Schillers 1944 bis 1950 im Cotta-Verlag; lediglich der erste Band erschien zu Lebzeiten Kläre Buchmanns, die weiteren fünf Bände wurden von Hermann Missenharter herausgegeben
- 1946: Erbe und Schöpfung mit eigenem Beitrag Der Mensch und die Götter. Betrachtungen zur griechischen Religiosität. Postum im neu gegründeten Kurt-Port-Verlag Urach

## Quelle
- Oswald Burger: Die Klassiker im Gallerturm. Schätze des Cotta-Archivs fanden Asyl in Überlingen. In: Leben am See. Band 22. Jahrbuch des Bodenseekreises Band XXII 2005, S. 136 ff. Hrsg.: Bodenseekreis, Stadt Friedrichshafen, Stadt Überlingen. Verlag Lorenz Senn, Tettnang, ISBN 3-88812-523-5